# Apogonia wittkugeli
Apogonia wittkugeli är en skalbaggsart som beskrevs av Nonfried 1894. Apogonia wittkugeli ingår i släktet Apogonia och familjen Melolonthidae. Inga underarter finns listade i Catalogue of Life.